# Telecíes
Telecíes es una televisión local sin emisión, cuya sede está situada en Vigo. Pertenece al periódico Atlántico Diario que, a su vez, forma parte del Grupo La Región.

## Licencias TDT
Telecíes tiene dos licencias de TDT, una en Vigo y otra en Puenteareas, pero no realiza emisiones.

## Primera emisión
Los días 8, 9 y 10 de febrero de 2008 realizó su primera y única emisión hasta el momento: la retransmisión en directo, desde el IFEVI, de la Rolex FEI World Cup Jumping, que se celebraba en Vigo por séptimo año consecutivo presentada por Laura Vázquez y Soledad Parral y con los comentarios de David Ferrer y María Teresa JimÉnez, profesora de salto en el Centro Ecuestre de la Diputación de Orense.
La señal de esta retransmisión de Telecíes fue recogida también por Teledeporte y retransmitida por la televisión local de Orense, Telemiño.